# Vardøya
Vardøya (en norvégien : « l'île de Vard ») est une île de Norvège.

## Géographie

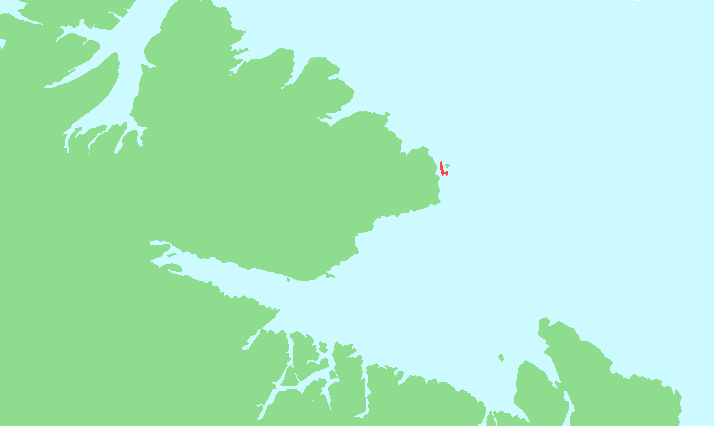
Localisation de Vardøya (en rouge) dans la région de la côte est du Finnmark.

Vardøya est située à environ 1 km à l'est de la côte, dans la partie orientale du Comté de Finnmark. Elle en est séparée par le Bussesundet. Vardøya est la plus grande île d'un petit archipel. Reinøya, Hornøya, Avløysa et Prestholmen sont situées vers le large, un peu plus à l'est. Svinøya se trouve à une centaine de mètres du nord-est de Vardøya. Tjuvholmen est située entre Vardøya et le continent.
Vardøya est formée de deux îles proches, reliées par un étroit ishtme. L'île occidentale s'étend sur 4,8 km du nord-ouest au sud-ouest, pour moins de 700 m de large au maximum. L'île orientale est plus petite (moins de 2 km de long), mais plus large (900 m).
Administrativement, Vardøya fait partie de la kommune de Vardø. La ville de Vardø est située sur l'île et s'étend de part et d'autre de l'isthme.

## Transport

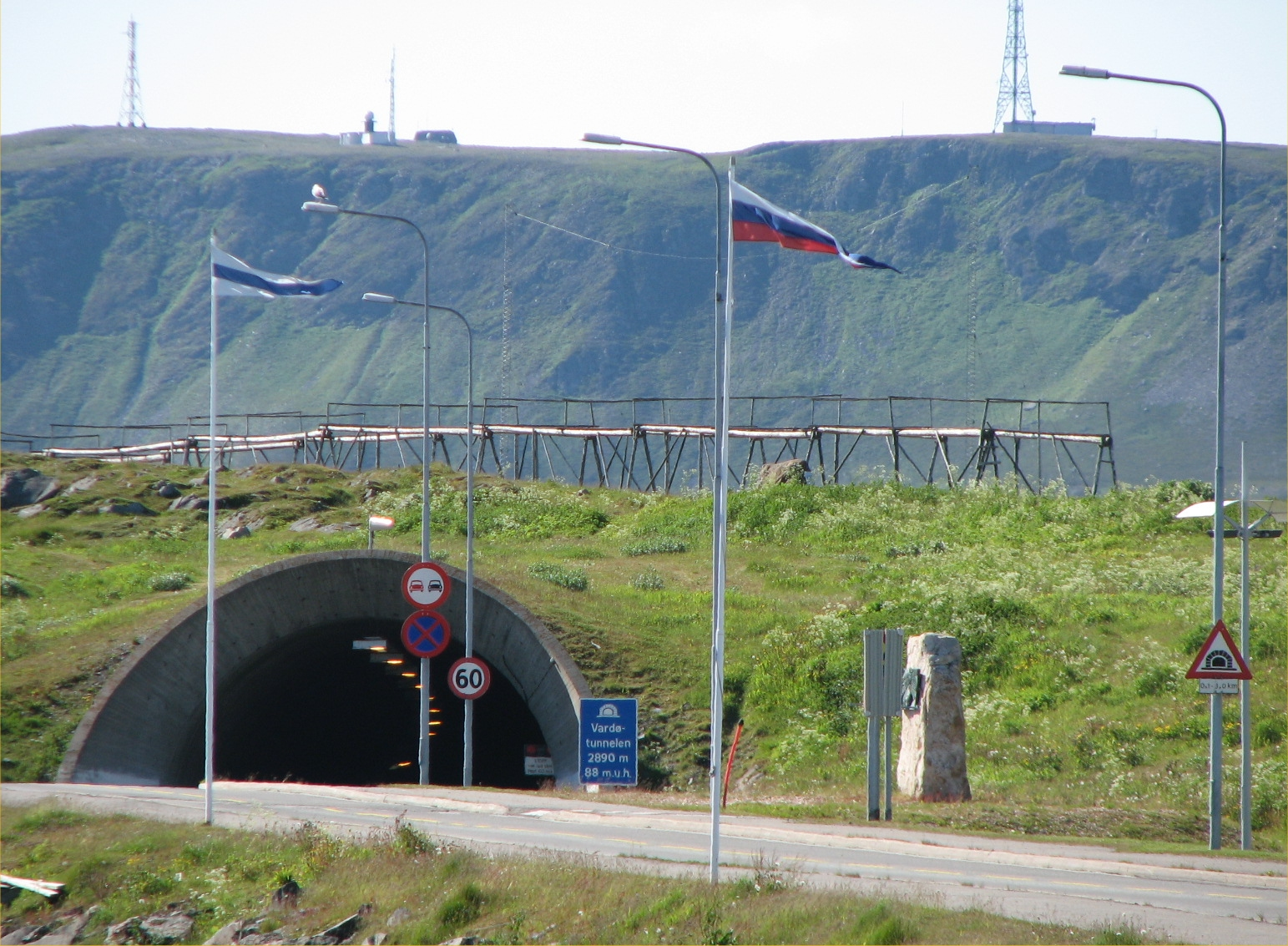
Entrée du tunnel de Vardø.

Vardøya est reliée au continent européen par le tunnel de Vardø, long de près de 3 km et premier tunnel sous-marin de la Norvège. Il s'agit de l'extrémité nord de la route européenne 75.
L'Hurtigruten fait escale sur l'île.